# Fuglsbølle Sogn
Fuglsbølle Sogn ist eine Kirchspielsgemeinde (dän.: Sogn)
auf der Insel Langeland im Großen Belt im südlichen Dänemark.
Bis 1970 gehörte sie zur Harde Langelands Sønder Herred im damaligen Svendborg Amt, danach zur Rudkøbing Kommune im
Fyns Amt, die im Zuge der  Kommunalreform zum 1. Januar 2007 in der
Langeland Kommune in der Region Syddanmark aufgegangen ist.
Im Kirchspiel leben 169 Einwohner (Stand: 1. Januar 2023).
Im Kirchspiel liegt die Fuglsbølle Kirke.
Nachbargemeinden sind im Norden Skrøbelev Sogn und Longelse Sogn und im Süden Lindelse Sogn.